# Alina Zajadacz
Alina Zajadacz – polska geograf, profesor nauk społecznych, pracownik naukowy w Katedrze Turystyki i Rekreacji, prodziekan Wydziału Nauk Geograficznych i Geologicznych Uniwersytetu im. Adama Mickiewicza w Poznaniu.
(https://alina-zajadacz.web.amu.edu.pl/)

## Życiorys
W 2001 roku obroniła pracę doktorską pt. Potencjał turystyczny wybranych miast Sudetów Zachodnich. Promotorem rozprawy była prof. Daniela Sołowiej, a po jej śmierci opiekę merytoryczną nad pracą przejął prof. Leon Kozacki. W 2013 roku uzyskała stopień doktora habilitowanego na podstawie rozprawy zatytułowanej Turystyka osób niesłyszących – ujęcie geograficzne. W 2025 roku otrzymała tytuł profesora nauk społecznych. Jej działalność naukowa koncentruje się na geografii turyzmu, w szczególności na problematyce turystyki dostępnej, zrównoważonej oraz planowania turystycznego w skali lokalnej i regionalnej.
Jest profesorem w Katedrze Turystyki i Rekreacji na Wydziale Nauk Geograficznych i Geologicznych UAM; jest też prodziekanem ds. kształcenia i studiów niestacjonarnych tegoż wydziału. Ponadto jest członkiem Komisji Nauk o Ziemi w Oddziale Polskiej Akademii Nauk w Poznaniu, pełni funkcję przewodniczącej Wydziału III Matematyczno-Przyrodniczego Poznańskiego Towarzystwa Przyjaciół Nauk oraz wiceprzewodniczącej Komisji Geografii Turyzmu Polskiego Towarzystwa Geograficznego. Uczestniczy również w pracach prezydium Polsko-Niemieckiej Komisji Podręcznikowej.